# Hemiphyllum
Hemiphyllum, fosilni rod crvenih alga u porodici Sporolithaceae. Taksonomski je priznat kao zaseban rod. Jedina vrsta je H. atacicum s tipskim lokalitetom u Rennes-les-Bains, Francuska